# International Mobile Subscriber Identity
IMSI (ang. International Mobile Subscriber Identity) – unikatowy numer przypisany do każdej karty SIM w sieci GSM lub UMTS, jednoznacznie ją identyfikujący. Numer ten zapisany jest na karcie SIM oraz w rejestrze HLR, co pozwala na bezpośrednią identyfikację abonenta korzystającego z usług sieci komórkowej.
IMSI składa się z trzech części:
1. Kodu kraju stacji ruchomej MCC (ang. Mobile Country Code), obejmującego trzy cyfry (np. Francja – 208, Niemcy – 262, Polska – 260); MCC identyfikuje jednoznacznie macierzysty kraj abonenta ruchomego.
2. Kodu sieci MNC (ang. Mobile Network Code), zawierającego dwie lub trzy cyfry identyfikujące sieć; MNC identyfikuje macierzystą sieć danego abonenta ruchomego.
3. Numeru identyfikacyjnego abonenta ruchomego MSIN (ang. Mobile Subscriber Identification Number), identyfikującego go w danej sieci komórkowej.

IMSI są tworzone tylko z cyfr (od 0 do 9). Ogólna liczba cyfr w IMSI nie może przekraczać 15. Przydziały krajowych numerów identyfikacyjnych abonentów ruchomych są dokonywane w uzgodnieniu z administracją łączności danego kraju.